# Rancate
Rancate is een plaats en voormalige gemeente in het Zwitserse kanton Ticino, en maakt deel uit van het district Mendrisio.
Rancate telt 1379 inwoners. Op 5 april 2009 werd Rancate opgenomen in de gemeente Mendrisio.